# Uli Schaus
Ulrich („Uli“) Schaus (* 2. August 1951) ist ein ehemaliger deutscher Handballtorwart. Schaus war zweifacher Nationalspieler.

## Leben
Schaus gilt als ältester jemals in der Bundesliga aktiver Spieler. Er absolvierte sein letztes Spiel in der 2. Handball-Bundesliga für den TV Gelnhausen in der Saison 2006/07 im Alter von 55 Jahren. Für den in die Regionalliga abgestiegenen Club war Schaus auch in der Saison 2008/09 noch im Alter von 57 Jahren aktiv. So half er noch regelmäßig aus, wenn einer der beiden Stammtorhüter ausfiel.
Schaus lernte das Handballspielen bei Borussia Fulda, von wo er zum TV Hüttenberg wechselte. Dort erlebte er seine erfolgreichste Zeit und wurde 1974 auch in die Nationalmannschaft berufen. Vom TV Hüttenberg wechselte Schaus zum TV Gelnhausen. Weitere Stationen waren TuRU Düsseldorf, wiederum der TV Gelnhausen und der VfL Bad Neustadt. Über seinen Heimatverein Borussia Fulda und die SG Bruchköbel kehrte der Torwart zum TV Gelnhausen zurück. 
Schaus spielte bei seinen zwei Länderspieleinsätzen in einer Mannschaft mit so bekannten Spielern wie den späteren Weltmeistern Heiner Brand, Joachim Deckarm und Kurt Klühspies. Bundestrainer war Vlado Stenzel; es waren die ersten beiden Länderspiele unter dessen Verantwortung. Trotz des herausragenden Talents packte Schaus den ganz großen Sprung als Stammspieler in die Nationalmannschaft nicht, da er sich nach eigenen Angaben auf seinen Beruf konzentrierte.
Der Diplom-Ökonom war bis 31. Juli 2012 Geschäftsführer eines Unternehmens für Werkzeuge, Maschinen und Arbeitsschutz. Schaus ist verheiratet und hat zwei Kinder.